# Rue de Port-Royal

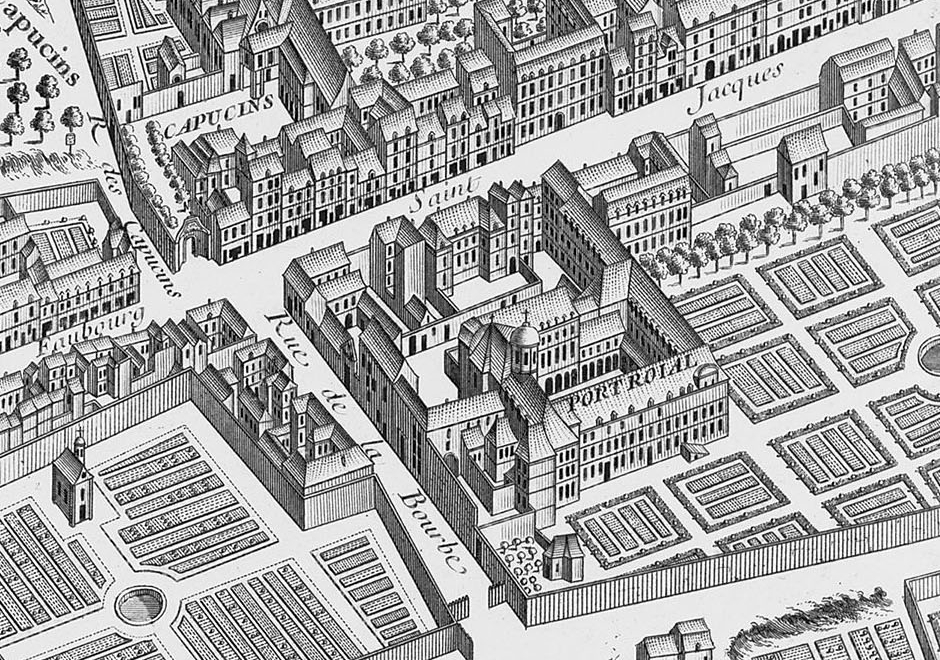
La rue de la Bourbe sur le plan de Turgot.

La rue de Port-Royal, ou rue de la Bourbe avant 1844, est une ancienne voie des actuels 5e et 14e arrondissements de Paris. Elle a été absorbée par le boulevard de Port-Royal.

## Situation
Longue est de 159 m, cette voie commençait aux rues Saint-Jacques et du Faubourg-Saint-Jacques et finissait à la rue d'Enfer. Elle était située dans l'axe du boulevard du Montparnasse à l'ouest et de la rue des Capucins à l'est.
Administrativement, elle était située dans l'ancien 12e arrondissement, quartier de l'Observatoire.

## Origine du nom
Le nom provient de la maternité de Port-Royal, installée dans l'ancienne abbaye de Port-Royal.

## Histoire
Au XVIe siècle, la voie existe sous forme de chemin. Elle est nommée ensuite « rue de la Boue », « de la Bourde » ou plus souvent « rue de la Bourbe », sans doute du fait de la quantité d'immondices qu'on voyait dans cette rue qui resta longtemps sans être pavée. 
Une galerie sous la rue relie les carrières des Capucins avec le reste du réseau de carrières souterraines sous l'avenue de l'Observatoire. 
Une décision ministérielle à la date du 2 germinal an XI fixe la largeur de cette voie publique à 12 m. Les constructions du côté impair sont donc soumises à un fort retranchement.
En 1844, la rue de la Bourbe est renommée « rue de Port-Royal ».
Le 17 octobre 1857, un décret déclare d'utilité publique la création d'un boulevard, dit de Saint-Marcel (actuel boulevard de Port-Royal entre les avenues des Gobelins et de l'Observatoire), dans la continuation du boulevard du Montparnasse jusqu'au boulevard de l'Hôpital. La rue de Port-Royal est englobée dans ce nouveau boulevard.

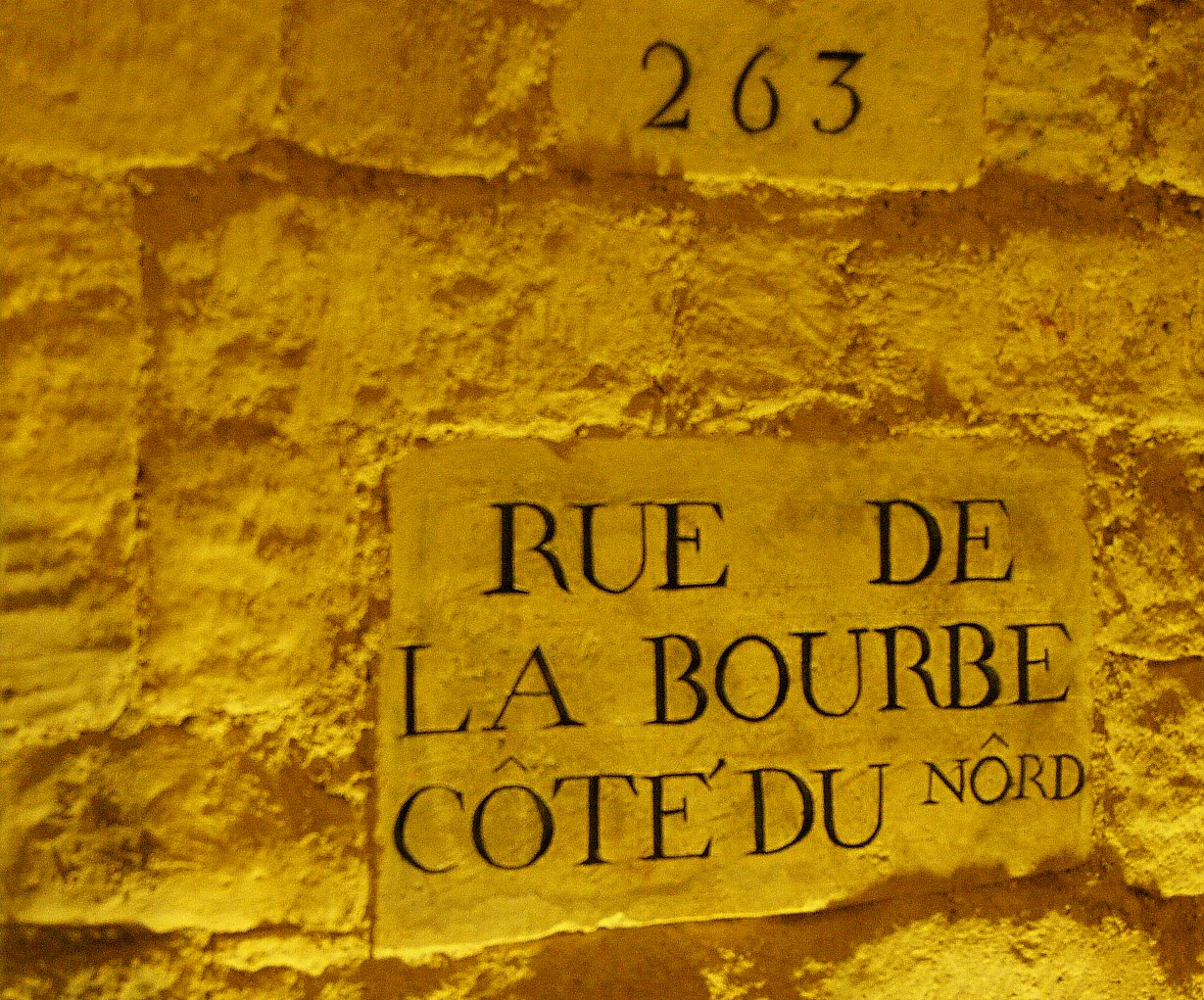
Plaque dans la carrière des Capucins rappelant l'existence de la rue de la Bourbe.
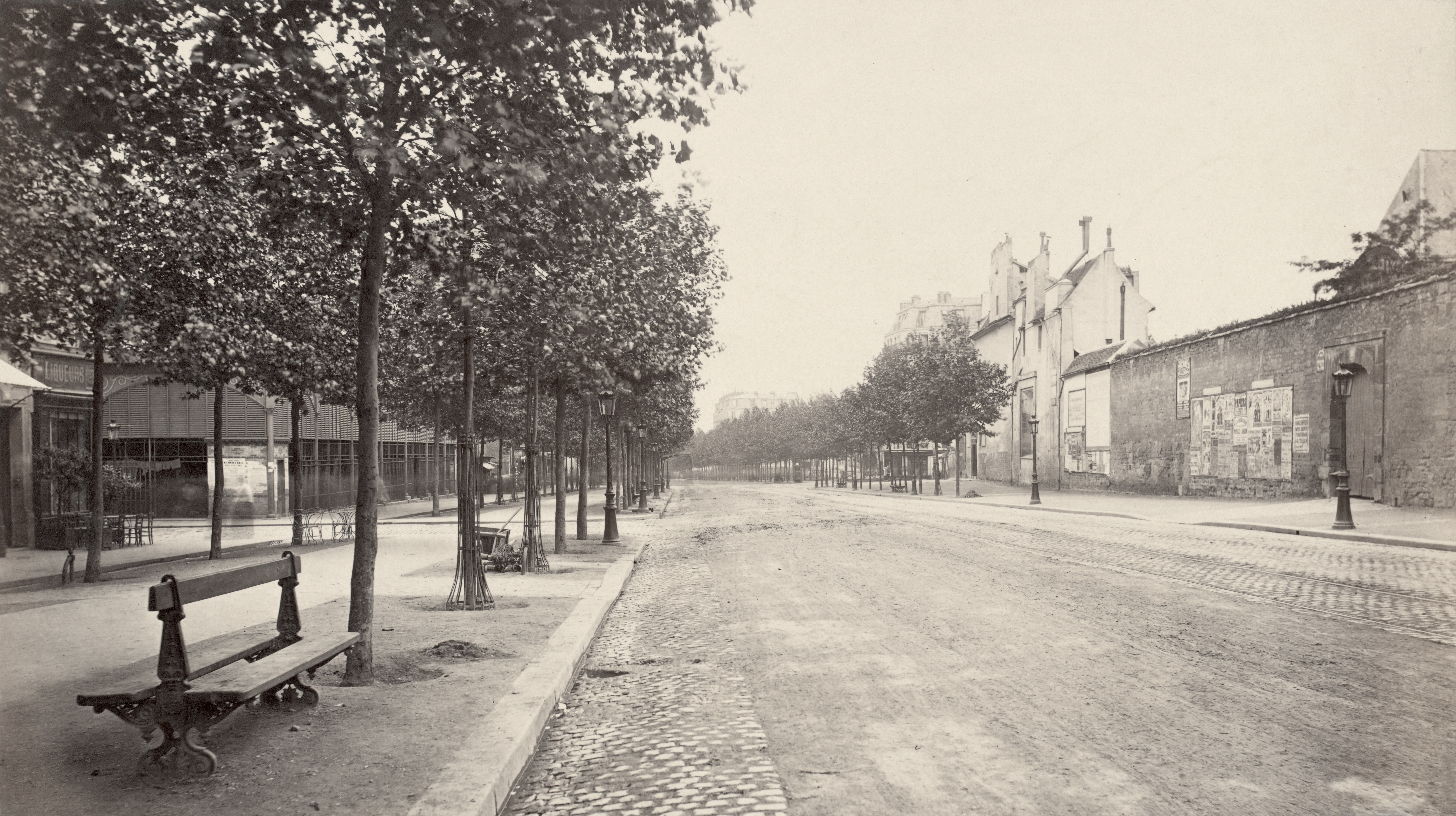
Sur cette prise de vue du boulevard de Port-Royal peu après son percement, on peut encore voir à droite les numéros pairs de la rue de Port-Royal avant leur destruction.